# Майтубецький сільський округ
Майтубе́цький сільський округ (каз. Майтүбек ауылдық округі, рос. Майтубекский сельский округ) — адміністративна одиниця у складі Майського району Павлодарської області Казахстану. Адміністративний центр та єдиний населений пункт — село Майтубек.
Населення — 502 особи (2021; 635 у 2009, 1092 у 1999, 1416 у 1989).
Станом на 1989 рік існувала Жанатурмиська сільська рада (село Жанатурмис).